# Naikom
Naikom est une localité du Cameroun située dans la commune de Wum, le département de la Menchum et la Région du Nord-Ouest.

## Population
Lors du recensement de 2005, on y a dénombré 5 457 personnes, soit 2 648 hommes et 2 809 femmes.

## Environnement
Le village Naikom est situé au centre de la commune de Wum. Ce village jouit d'un paysage de savane propice à l'élevage. Ces larges étendues de terre ont longtemps été la source de conflits entre les agriculteurs et les éleveurs de la région. Depuis quelques années un consensus a été trouvé entre les deux parties. Elles ont défini les zones pour faire paître les bêtes aux alentours des plantations. En échange les déchets biologiques de ces animaux sont utilisés comme engrais naturel dans les plantations
Naikom jouit aussi d'un sol très sablonneux, en raison des lacs qui l'entourent. Ce sable est utilisé pour les travaux en bâtiment. C'est une source de revenu importante pour les locaux.